# Unione Sportiva Sanremese 1960-1961
Questa voce raccoglie le informazioni riguardanti l'Unione Sportiva Sanremese nelle competizioni ufficiali della stagione 1960-1961.

## Rosa
| N. |                   | Ruolo | Calciatore        |
| -- | ----------------- | ----- | ----------------- |
|    | Italia (bandiera) | D     | Felice Aloe       |
|    | Italia (bandiera) | C     | Umberto Amato     |
|    | Italia (bandiera) |       | Baiardo           |
|    | Italia (bandiera) | D     | Bruno Barberi     |
|    | Italia (bandiera) | P     | Giancarlo Bertini |
|    | Italia (bandiera) | D     | Bruno Borfiga     |
|    | Italia (bandiera) | C     | Pietro Broccini   |
|    | Italia (bandiera) | D     | Luigi Calza       |
|    | Italia (bandiera) | C     | Giacomo Canova    |
|    | Italia (bandiera) | A     | Pio Chiesa        |
|    | Italia (bandiera) | D     | Paolo Cirri       |

| N. |                      | Ruolo | Calciatore          |
| -- | -------------------- | ----- | ------------------- |
|    | Italia (bandiera)    |       | De Carpentieri      |
|    | Italia (bandiera)    | D     | Giancarlo De Marco  |
|    | Italia (bandiera)    | P     | Emilio Drioli       |
|    | Italia (bandiera)    | A     | Sergio Gaslini      |
|    | Italia (bandiera)    | C     | Renato Gelio        |
|    | Italia (bandiera)    | C     | Alfredo Giorgi      |
|    | Italia (bandiera)    | C     | Franco Lops         |
|    | Italia (bandiera)    | A     | Marco Livio Novi    |
|    | Italia (bandiera)    | A     | Bruno Pesante       |
|    | Argentina (bandiera) | A     | Orlando Rao         |
|    | Italia (bandiera)    | C     | Ferruccio Tortorese |